# سیارک ۲۵۵۹۳
سیارک ۲۵۵۹۳ (به انگلیسی: 25593 Camillejordan، نامگذاری:1999YA5) بیست و پنج هزار و پانصد و نود و سومین سیارک کشف شده‌است که در ۲۸ دسامبر ۱۹۹۹ کشف شد.
قدر مطلق سیارک برابر ۱۷.۸ است.